# Ebanistería

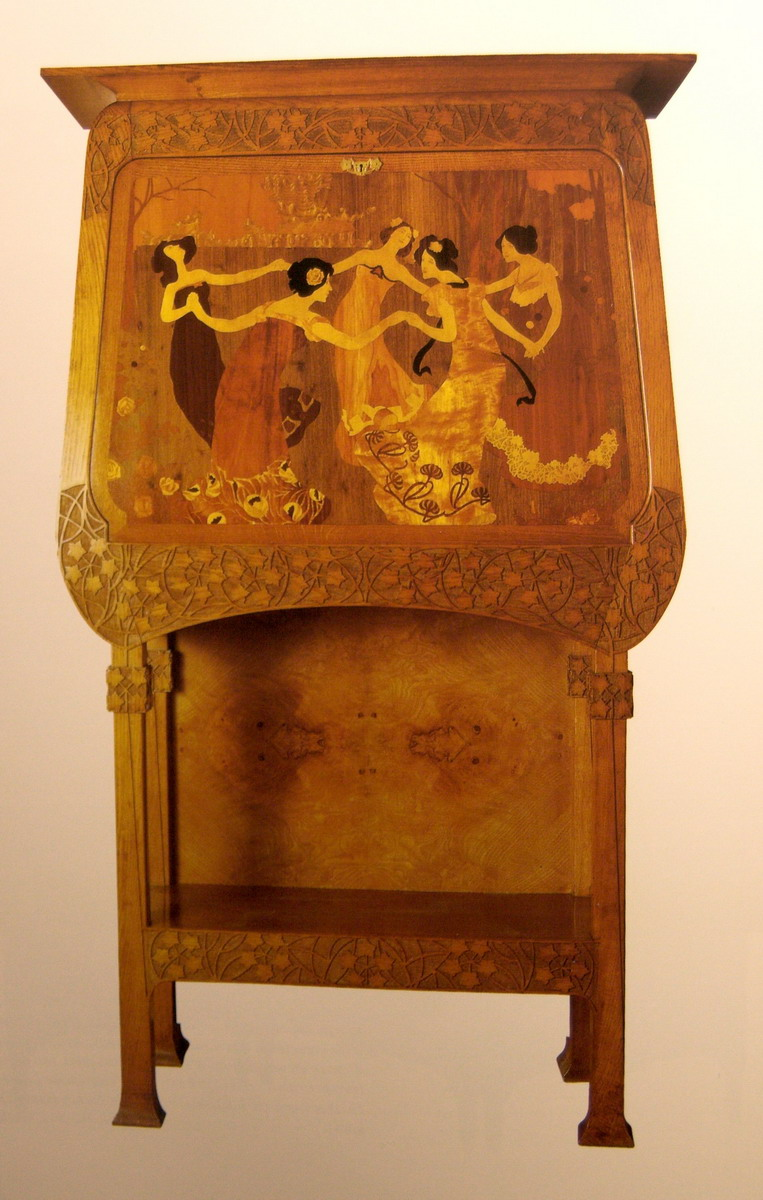
Obra de ebanistería de Gaspar Homar.

La ebanistería es una especialización de la carpintería orientada a la construcción de muebles. El término procede de un tipo de madera, el «ébano», considerada noble o preciosa desde la Antigüedad, procedente de un árbol angiospermo dicotiledóneo de origen africano (Diospyros ebenum), que da una madera dura y pesada, negra en el centro y blanca en la corteza.
La ebanistería se distingue de la carpintería en que produce muebles más elaborados, generando nuevas técnicas y complementándolas con otras para la manufactura de algunas piezas, tales como la marquetería, la talla, el torneado y la taracea, entre otras técnicas. Aun sin ser característica propia el uso de algún material específico, la ebanistería busca desarrollar muebles de mejor calidad y diseño. Este es el oficio que acompaña el proceso de diseño del mobiliario, ya sea comercial o doméstico.
El arte del ebanista, como el del carpintero, exige una gran práctica en los talleres para la parte ejecutiva, y algunos conocimientos de geometría para el trazado. El ebanista ha de inventar formas con arreglo a los caprichos de la moda y saber hacer los cortes necesarios para llegar a ellas.
El vocablo «ebanista» apareció en Francia durante el siglo XVII, donde el ébéniste se diferenciaba del menuisier o carpintero. Así como el carpintero trabajaba piezas talladas de maderas corrientes, el ebanista se dedicaba a los muebles chapeados, los primeros de los cuales se realizaban en madera de ébano. El término es citado por primera vez en unos documentos oficiales en 1657.

## Técnica

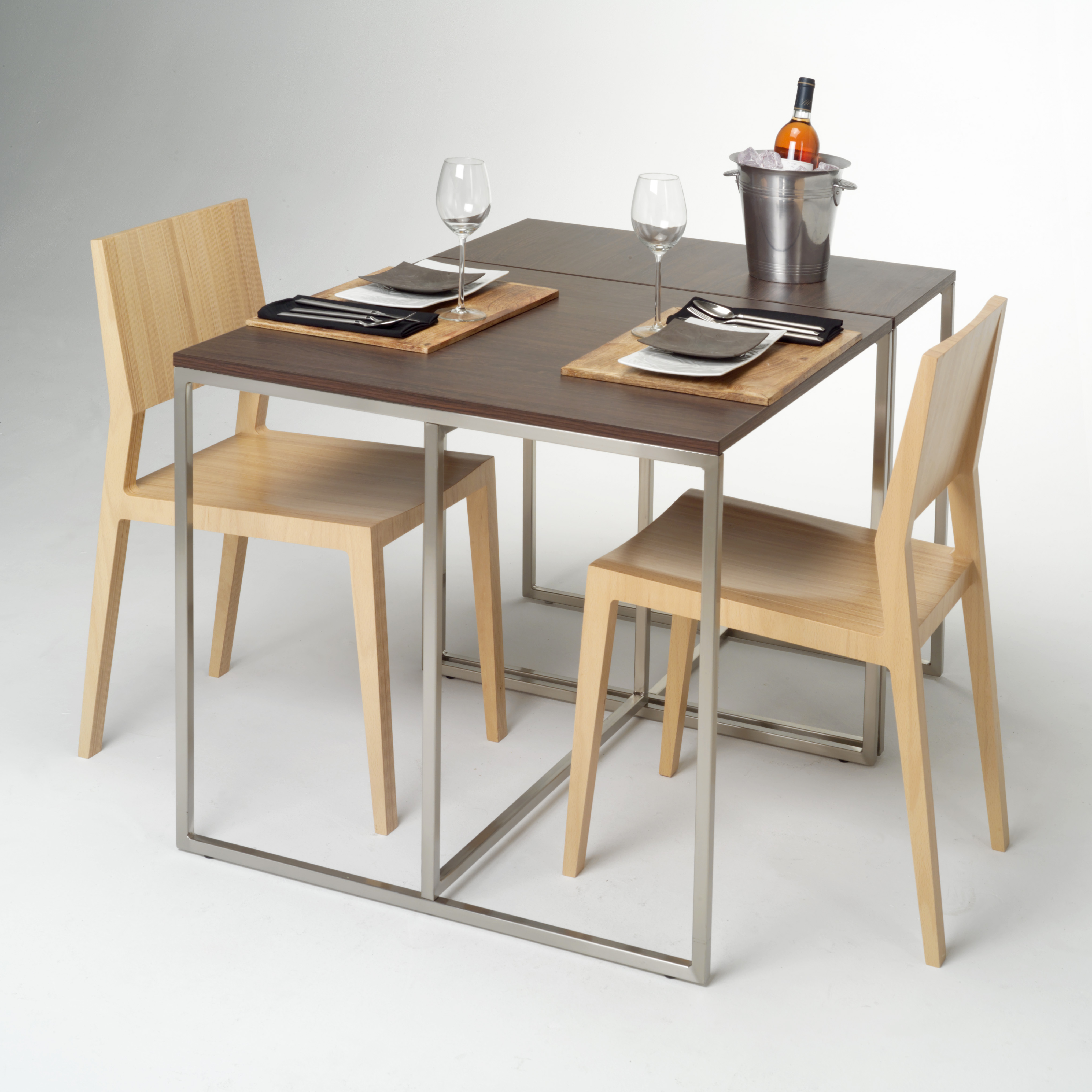
Mobiliario de diseño contemporáneo.

Las maderas que emplea el ebanista son las llamadas finas o preciosas, exóticas e indígenas por punto general. Pero, por razones de economía, también se suelen hacer los muebles con maderas ordinarias chapeadas de las maderas antes indicadas. En el primer caso, se dice que los muebles son macizos y, en el segundo, chapeados. Las maderas indígenas deben buscarse ligeras, que sean fáciles de trabajar con el cepillo, capaces de recibir el regular pulimento y de resistir sin deformarse las influencias atmosféricas, encontrándose en estas condiciones:
- El abeto, acebo, aliso, almendro, boj, castaño, cerezo, ciprés, ciruelo, fresno, haya, chopo, lentisco, manzano, olivo, peral y tejo.
- Otras, que son pesadas, fuertes y de grano fino, que admiten un buen pulimento, como el nogal y el roble.
- Las exóticas, de gran finura y compactibilidad, que se pulimentan perfectamente y presentan colores vivos y un veteado especial, como el amaranto, la caoba, el palo de Cayena, el itaibo, ébano, arce de América, granadillo, limonero, palo santo, palo de rosa, guayaco, tuya de Argelia y sándalo.

Las herramientas que emplea el ebanista son las mismas de que hace uso el carpintero, pero más finas, ya porque así lo exige el grano de la madera, ya porque no debe perder de ésta sino la menor cantidad posible. Además, utiliza cuchillas de alisar, piedra pómez, esmeril y papel de lija. 
El ebanista debe saber chapear, barnizar, embutir y teñir las maderas, así como utilizar las vetaduras y lobanillos de aquellas por el bello aspecto que ofrecen, y hasta debe conocer algo de las artes del tornero y del tallista. Las sierras del ebanista son de dientes finos. Los cepillos, de boca estrecha, y cuando se tiene gran interés en que no se levante astilla alguna, los hierros de cepillar o corroer deben estar estriados en sentido de la longitud del hierro, con lo que su canto se halla erizado de una dentadura sumamente fina y de dientes triangulares cuya punta rae sin levantar astillas.

## Historia

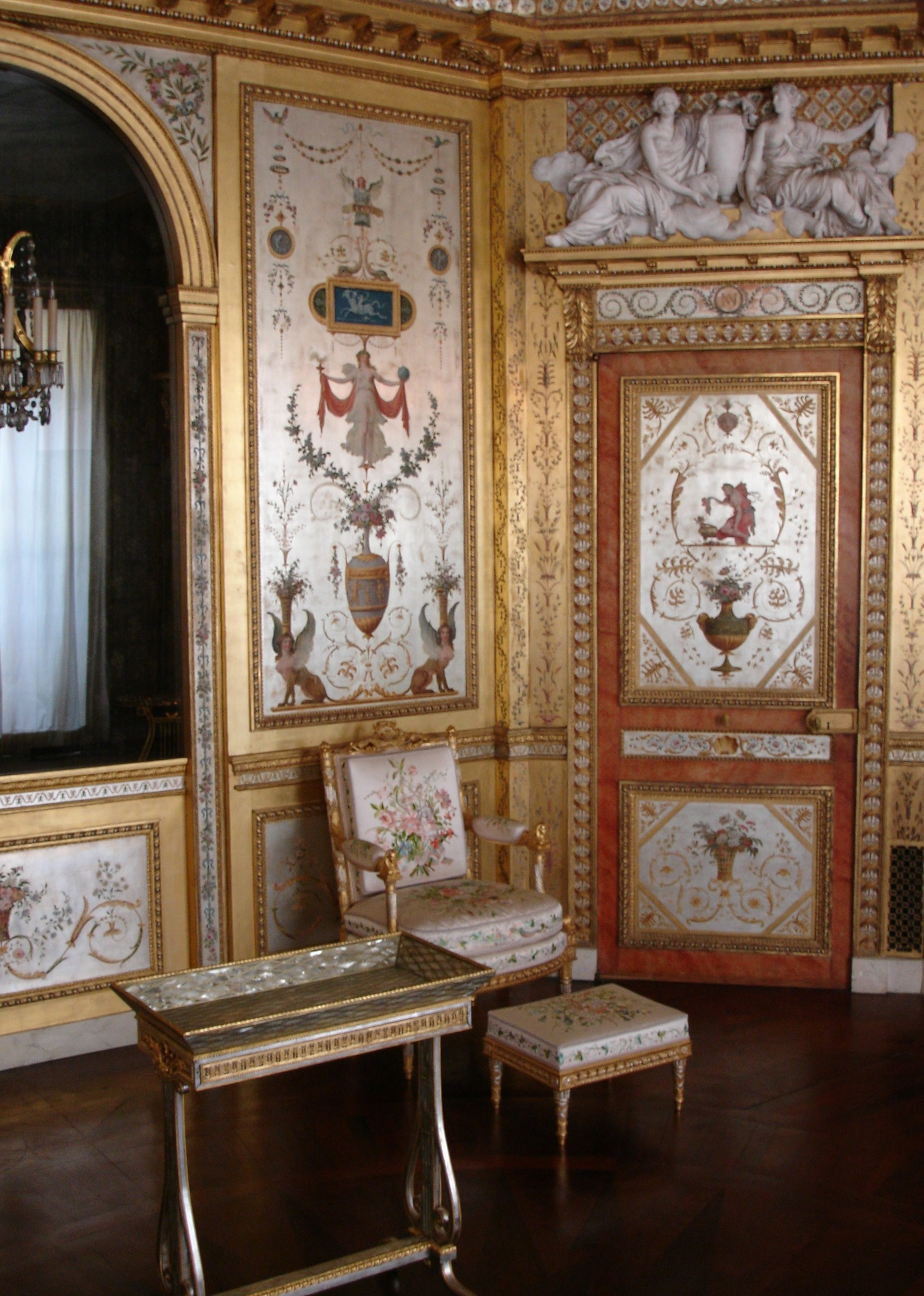
Boudoir de la reina María Antonieta en Fontainebleau, de Jean-Henri Riesener (1786).

La ebanistería tuvo sus inicios en el trabajo con madera de ébano —de ahí su nombre—, que antiguamente era muy rara y costosa, proveniente sobre todo de Córcega y del norte de África. Por ello, la confección de muebles con esta madera se convirtió en un oficio de calidad artesanal, donde junto a la técnica se valoraba la habilidad del ebanista, así como la artisticidad de la decoración elaborada en ellos. A partir del siglo XVII, el ébano comenzó a ser sustituido por maderas teñidas. Desde entonces se entiende la ebanistería como la confección de muebles con maderas valiosas, que pueden estar recubiertas de diversos elementos como paneles lacados, planchas de cerámica, apliques metálicos o piedras preciosas.
De época antigua no quedan muchos testimonios, tan sólo algunos hallazgos arqueológicos y representaciones de obras de ebanistería en pinturas y relieves. Los ejemplos más antiguos se encuentran en la antigua Mesopotamia, con muebles de ébano y marfil para uso de la realeza, datados en torno a los siglos VIII y VII a. C. En el antiguo Egipto hallamos ejemplos como los muebles de cedro con taraceas de ébano y marfil de las tumbas de Ju’e y Tu’e (Museo Egipcio de El Cairo). En la tumba de Tutankamón se hallaron diversos muebles de uso personal del faraón, de gran calidad artística. Las principales tipologías solían ser: escabeles, cofres para objetos preciosos, mesillas de un pie (monopodium), camas con patas en forma de animales diversos (toro, chacal, león), etc. En Grecia se realizaban muebles con ébano, marfil, plata y oro, como se describe en la fabricación de la cama de Ulises en la Odisea (1. XXIII). Entre sus principales realizaciones hallamos: escabeles, sillas de respaldo inclinado sin brazos (klismós), camas de tablas colocadas sobre caballetes, cajas ambivalentes que servían como contenedor de objetos o como asiento, etc. De la Antigua Roma destaca el triclinium —de origen etrusco—, lecho donde los romanos se recostaban a comer. En época imperial se dieron muebles con decoración helenística de gran lujo, con patas de mármol en forma de leones, grifos, esfinges y otros animales, a menudo con adornos de bronce. Los muebles más usados eran: sillas de respaldo inclinado (cathedra), escabeles de sección redonda con patas de tijera (sella) y armarios con estantes interiores cerrados por dos batientes.
Durante la Edad Media predominó la simplicidad y la severidad, como correspondía a la nueva religión preponderante, el cristianismo, que propugnaba la pobreza y la austeridad. En los monasterios nació el escritorio, mesa con puertecillas y estantes, con atriles y repisas para libros. Proliferaron los arcones, que servían para guardar ropa y, a la vez, como asiento. Las camas ganaron en altura y se aislaron del suelo, a menudo decoradas con baldaquinos con cortinas. Las mesas (mensae) eran largas y apoyadas en trípodes. Las sillas eran plegables con patas curvadas (faldistorium). En el gótico se puso de moda una decoración inspirada en la arquitectura de las catedrales, con ojivas, rosetas y ventanillas polilobuladas. Cabe destacar igualmente en esta época la riqueza decorativa desarrollada en las sillerías de los coros de catedrales y monasterios. En el Imperio bizantino el mobiliario era más lujoso que en Occidente, con incrustaciones de oro, plata y nácar, y revestimientos con paños y cojines.

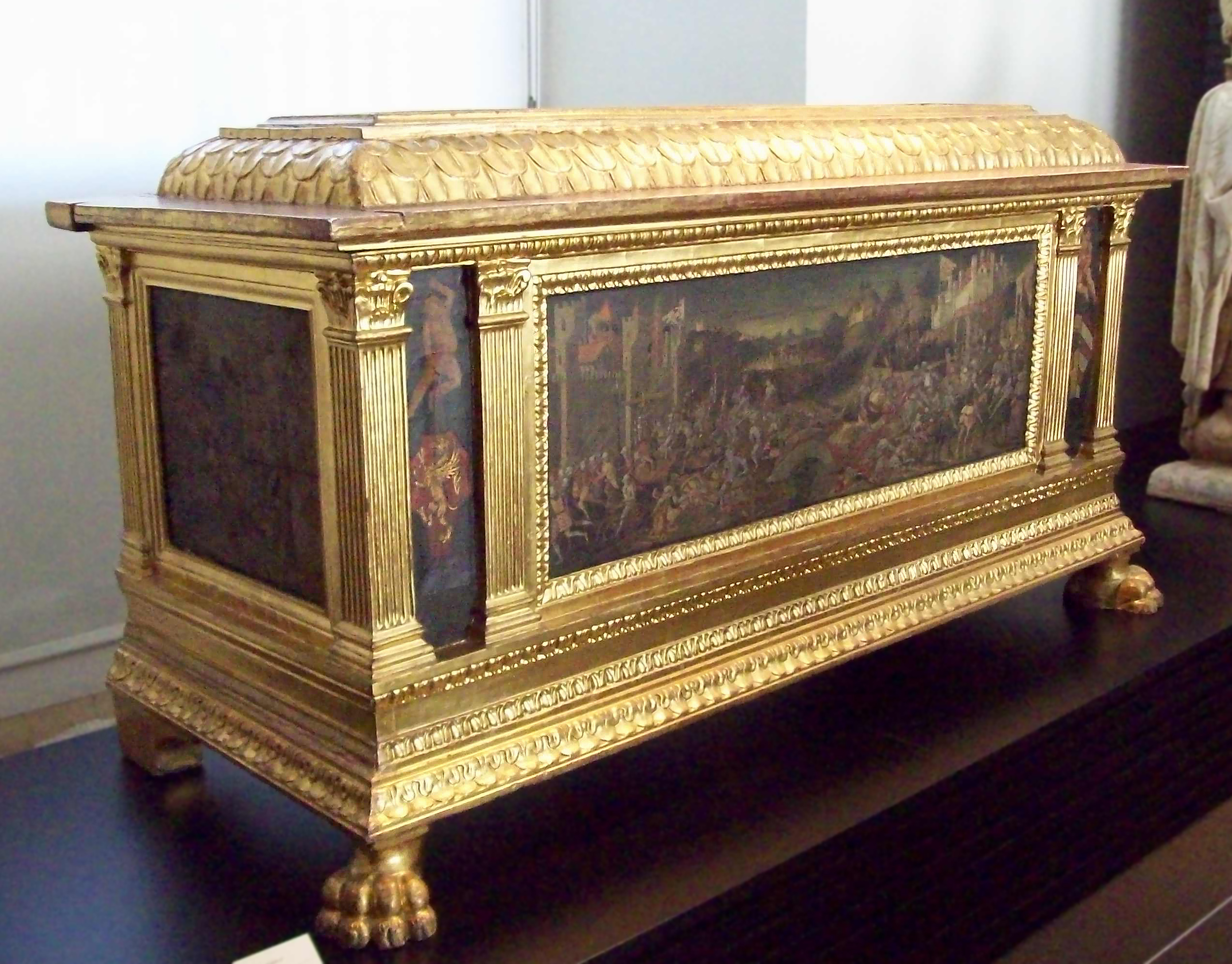
Arcón nupcial florentino del (Museo Arqueológico Nacional, Madrid).

Un primer momento de esplendor de la ebanistería se produjo durante el Renacimiento: en Florencia, los trabajos de ebanistería eran llamados «fuera de norma», porque por su calidad, tanto en materiales como en la técnica y habilidad del artesano, se salían del oficio gremial y reglamentado del carpintero. Considerados como muebles de lujo, sólo estaban al alcance de hombres ricos y poderosos, sirviendo para decorar sus grandes palacios. En el siglo XVI, la ebanistería incorporaba materiales preciosos como el marfil y la madreperla, apliques en hueso, pinturas al temple con motivos heráldicos o alegóricos, relieves con panes dorados y plateados, etc. Buen ejemplo de ello eran los studioli, las estancias que los grandes magnates renacentistas de vocación humanista dedicaban al estudio y al coleccionismo, como el del duque Federico de Urbino, con paredes revestidas de grandes estanterías con trabajos de taracea, realizado hacia 1450 por Baccio Pontelli según un boceto de Botticelli. Cabe remarcar que en esta época se introdujo el uso de bocetos para el diseño del mueble, claro ejemplo del carácter a la vez intelectual y artístico de este trabajo, destacando especialmente los diseños de Francesco Salviati. En época renacentista continuaron las mismas tipologías que en el periodo medieval (camas, mesas, arcones, armarios), pero con una composición basada en paneles y molduras, y una decoración de estilo clásico. En el Cinquecento predominó el entallado, con mesas y sillas en forma de X, como la sella curulis romana.
En el siglo XVII apareció el mueble placado o chapeado: sobre una estructura de madera blanda (abeto, chopo, álamo), se colocaban finas láminas de maderas preciosas. Buen ejemplo es el mobiliario del palacio Pitti de Florencia, con incrustaciones de piedras y mármoles policromos. A finales de siglo, se desarrolló en los Países Bajos la técnica del revestimiento, finas planchas de madera empelechada que forman una taracea decorativa, llamada marquetería. Esta técnica se difundió gracias al aumento del comercio transoceánico, que permitió la llegada de maderas exóticas, como el amaranto, la caoba, el sicomoro, etc. Los muebles barrocos se caracterizaron por las superficies onduladas, cóncavas y convexas, con volutas y diversos motivos como cartelas y conchas. En Italia destacaron: el armario toscano de dos cuerpos, con balaustradas de bronce y decoración de taracea de piedras duras; el escritorio ligur de dos cuerpos, con figuras talladas y superpuestas (bambochos); y el sillón entallado veneciano (tronetto), de exuberante decoración. En España surgió el bargueño, cofre rectangular con asas, con numerosos cajones y compartimentos. El mobiliario español continuó con la decoración de estilo mudéjar, mientras que el barroco se denotaba en las formas curvas y el uso de columnas salomónicas en las camas. Aun así, predominó la austeridad de signo contrarreformista, como se denota en el sillón llamado frailero (o misional en Hispanoamérica). 
La edad de oro de la ebanistería se produjo en la Francia de los Luises —de Luis XIV a Luis XVI—, donde se alcanzaron altos niveles de calidad y refinamiento, sobre todo gracias a la obra de André-Charles Boulle, creador de una nueva técnica de aplicación de metales (cobre, estaño) sobre materiales orgánicos (carey, madreperla, marfil) o viceversa. Entre las obras de Boulle destacan las dos cómodas del Trianón, en Versalles, y el reloj de péndulo con el Carro de Apolo en Fontainebleau. La ebanistería francesa valoraba la calidad y el lujo, pero también la comodidad y el confort, sentando las bases de la ebanistería moderna. Las tipologías de muebles más corrientes en esta época eran: el boudoir (un tipo de salón), el bureau (escritorio), la cómoda, el secrétaire de señora (mesa con cajones), el chiffonière (mesilla de noche), el cartonnier, diferentes tipos de sillas y sillones como los canapés, los bergères, la chaise-longue, el fauteuil, etc. Como nombres, cabe citar, además de Boulle, a Charles Cressent, Antoine Gaudreaux, Pierre Migeon, Jean-François Oeben, etc.

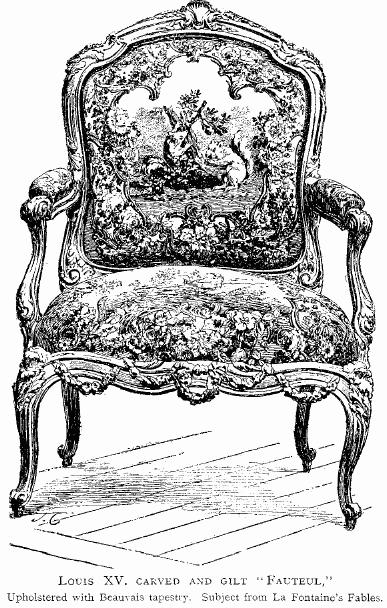
Sillón tallado y dorado de estilo Luis XV.

En el siglo XVIII se introdujeron las aplicaciones de bronce dorado al mercurio en la decoración de marquetería. En Francia, el estilo Luis XV fue una etapa de transición entre barroco y rococó, de carácter más íntimo y reservado, con proliferación de saloncitos y tocadores con mobiliario de líneas suaves y tamaño más reducido, decorados con bronce y palisandro, con motivos ornamentales de conchas, palmetas y hojas de acanto, y marqueterías de formas geométricas de color claro sobre fondo oscuro. Es de remarcar que en esta época, en Francia, los ebanistas empezaron a dejar en el mueble una marca personal, una firma que era a la vez un sello de garantía y una forma de reconocer su valía como verdaderos artistas. Igualmente, en esa época aparecieron numerosos tratados que abordaban la ebanistería tanto en su aspecto técnico como teórico y de diseño, como el de André-Jacob Roubo, L'art du menuisier en meubles (París, 1774). En el Reino Unido surgieron  asimismo los primeros catálogos de muebles, forma de incentivar el comercio pero también testimonio del carácter de producto de lujo que tenía la ebanistería, como en la obra de Thomas Chippendale, George Hepplewhite y Thomas Sheraton. La moda entonces eran los muebles recubiertos de placas de laca o barniz, o con láminas de porcelana, bizcocho o mayólica.
Destacó especialmente la obra de Thomas Chippendale, que dio origen al llamado «estilo Chippendale» (segunda mitad del siglo XVIII), caracterizado por el eclecticismo, con mezcla de elementos góticos, rococó, palladianos y chinescos. Era un mobiliario en maderas exóticas como la caoba, adornadas con incrustaciones de otras maderas o con guarniciones de bronce dorado. Los motivos decorativos eran de diversa procedencia, desde las ojivas y rosetones góticos hasta las máscaras y conchas rococó, pasando por motivos chinescos como pagodas y aves. Las sillas y sillones estaban revestidos de terciopelo o brocados en seda, mientras que las camas eran con dosel y cabeceros esculpidos. Chippendale plasmó su teoría en la obra Guía del caballero y del ebanista (1754).
Desde finales del siglo XVIII y durante el XIX se empezó a valorar más el aspecto funcional de los muebles, introduciendo diferentes innovaciones mecánicas como los muebles transformables: buenos ejemplos son las mesas denominadas Arlequín, de Abraham Roentgen, y las escribanías con cilindro de Jean-Henri Riesener. El neoclasicismo supuso el retorno a formas más clásicas, representado principalmente por Robert Adam, que diseñó interiores inspirados en la tradición grecorromana, con cierto aire arqueológico, como en Syon House (Middlesex, 1762) y Home House (Portman Square, Londres, 1777). En Francia, con el llamado estilo Directorio (1795-1805) se volvió a un tipo de mueble más sobrio, con preponderancia de lo constructivo sobre lo decorativo, volviendo a los planos y líneas rectas y a las formas cilíndricas. La tendencia fue hacia estructuras macizas, con superficies lisas y aplicaciones de bronce. Se pasó de los tonos pastel del rococó a los colores puros de la madera, destacando el brillo oscuro de la caoba. Se sustituyeron los motivos florales por ribetes de madera teñida de granate o filigranas de latón, y se incorporaron símbolos de la Revolución Francesa como el gorro frigio, el haz lictorio y las frondas de roble. Las sillas tenían el respaldo tapizado y en forma de S (en crosse), con las patas traseras curvadas «en sable». Los respaldos eran de tipo anatómico –llamados «de góndola»–, o rematados en voluta. Las camas y los sofás estaban inspirados en el triclinium romano.

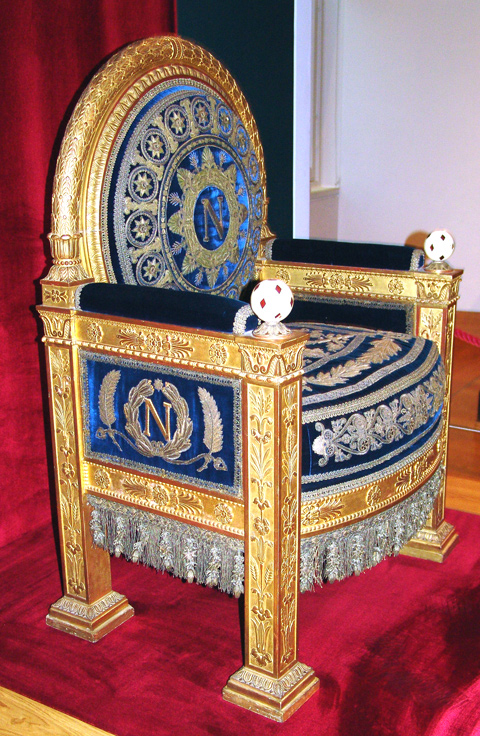
El trono de Napoleón, exponente del estilo Imperio.

El estilo Imperio se desarrolló en la Francia napoleónica y de la Restauración, de donde pasó al resto de Europa, sustituyendo la sobriedad por la ostentación y el lujo, con un estilo suntuoso, con preferencia por temas exóticos y orientales, preferentemente egipcios, debido a la campaña napoleónica en Egipto (1798-1801). Así, es frecuente la decoración con animales exóticos, esfinges, palmas, hojas de loto, etc. Las cabeceras de las camas y las patas de mesas y sillas suelen ser en forma de cisne, águila o leones alados, junto a lanzas y sables y símbolos egipcios o romanos, o bien la N de Napoleón con una corona de laurel. El mejor exponente de este estilo fue el Castillo de Malmaison, de Charles Percier y Pierre-François-Léonard Fontaine.
En contraposición, el estilo Biedermeier alemán presentó un diseño más práctico y cómodo, de líneas sencillas y hogareñas. Se cobra predilección por las maderas claras como la del cerezo, con ornamentos sobrios como palmetas y columnillas. Las sillas y sofás son acolchados y con respaldo curvo. Sus principales exponentes fueron Josef Danhauser, Johann Nepomuk Geyer y Michael Thonet. El estilo Imperio y el Biedermeier influyeron en el isabelino español y el victoriano inglés, ambos de aire burgués, dedicados al lujo y la ostentación, aunque sin renunciar al confort y la funcionalidad. Otra de las variantes durante el siglo XIX fue el interiorismo ligado a la arquitectura historicista, especialmente el neogótico, con muebles inspirados en este estilo medieval, de formas macizas y severas, con una ornamentación a base de arcos y formas polilobuladas, con profusión de pináculos y elementos verticales. 
A mediados del siglo XIX tuvo especial relevancia el movimiento inglés Arts & Crafts (Artes y Oficios), promovido por John Ruskin y William Morris, que defendía una revalorización del trabajo artesanal y propugnaba el retorno a las formas tradicionales de fabricación, estipulando que el arte debe ser tan útil como bello. En 1857, Morris amuebló su propia casa (Red House, Bexley Heath, Kent), en un estilo austero, primitivista, remarcando el carácter práctico y sencillo de las obras. En la órbita de Morris trabajó Arthur Heygate Mackmurdo, fundador del taller Century Guild de decoración de interiores, donde elaboró muebles que destacaron por las líneas y ángulos rectos, como su famosa silla de 1881. En Estados Unidos este movimiento estuvo representado por Gustav Stickley, diseñador de un tipo de mobiliario sencillo y funcional, sin adornos, que empezó a construir en serie, con vistas a una mayor comercialización de sus productos.

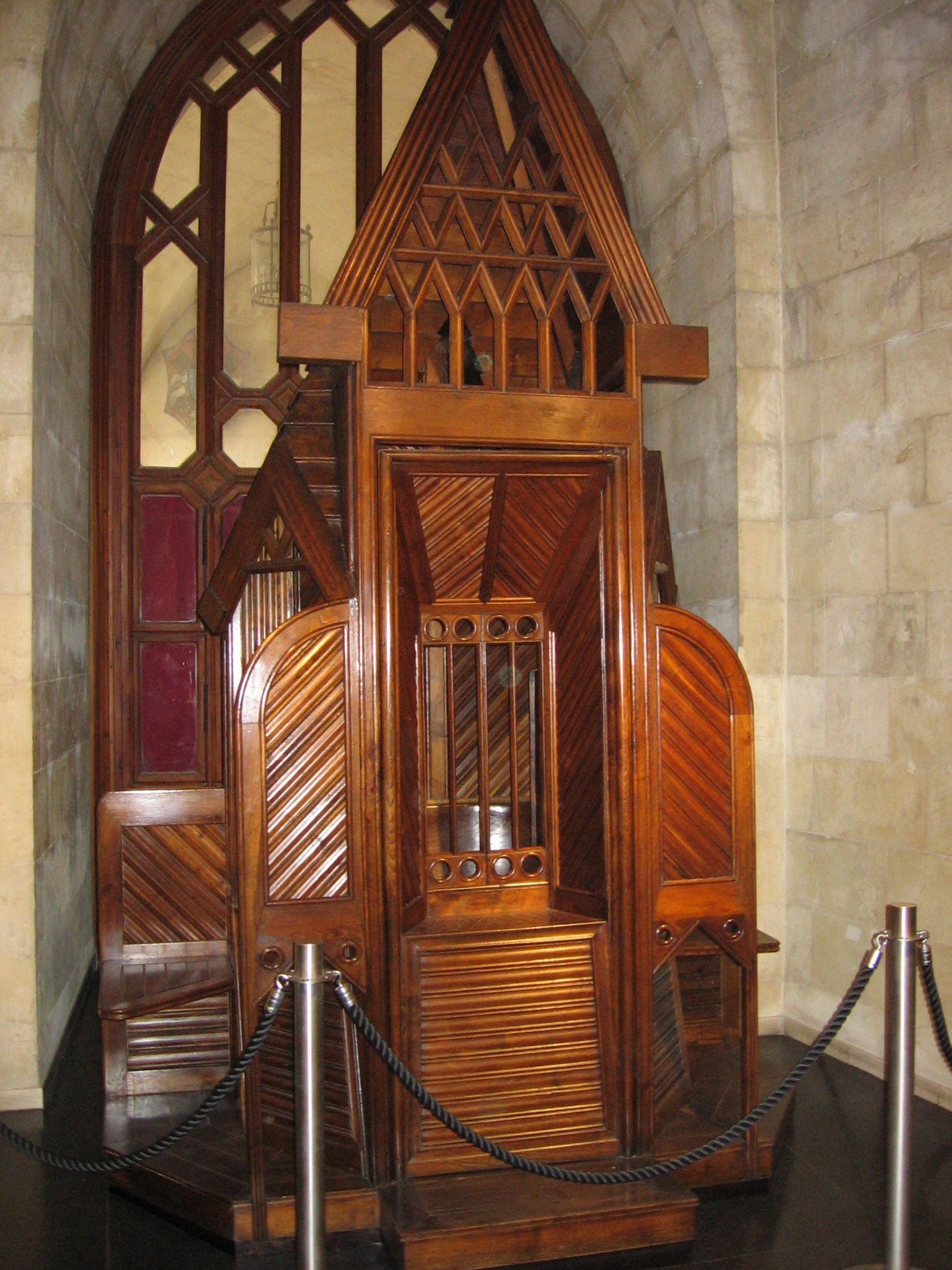
Confesionario para la Sagrada Familia, de Antoni Gaudí.

A finales del siglo XIX, la llegada del modernismo (llamado Art Nouveau en Francia, Modern Style en Reino Unido, Jugendstil en Alemania, Sezession en Austria, Liberty en Italia, etc.) supuso una gran revolución tanto en la ebanistería como en todas las artes aplicadas e industriales, destacando el diseño como factor dinamizador de un concepto más abierto de la relación entre los diversos elementos decorativos y su espacio circundante: así, los arquitectos modernistas diseñaban de forma conjunta tanto el espacio arquitectónico como todo su continente, en el que la ebanistería tuvo un papel relevante en el diseño de interiores. Un claro exponente fue Antoni Gaudí, que diseñó muchos de los muebles para sus obras, tanto civiles como religiosas: así, desde el diseño de un pupitre para su propio despacho al comienzo de su carrera, pasando por el mobiliario diseñado para el palacio de Sobrellano de Comillas, realizó todo el mobiliario de las casas Vicens, Calvet, Batlló y Milà, del palacio Güell y de la torre Bellesguard, para desembocar en el mobiliario litúrgico de la Sagrada Familia. Es de remarcar que Gaudí efectuó estudios de ergonomía para adaptar su mobiliario a la anatomía humana de la forma más óptima posible. Buena parte del mobiliario que diseñó se expone actualmente en la Casa-Museo Gaudí del parque Güell.

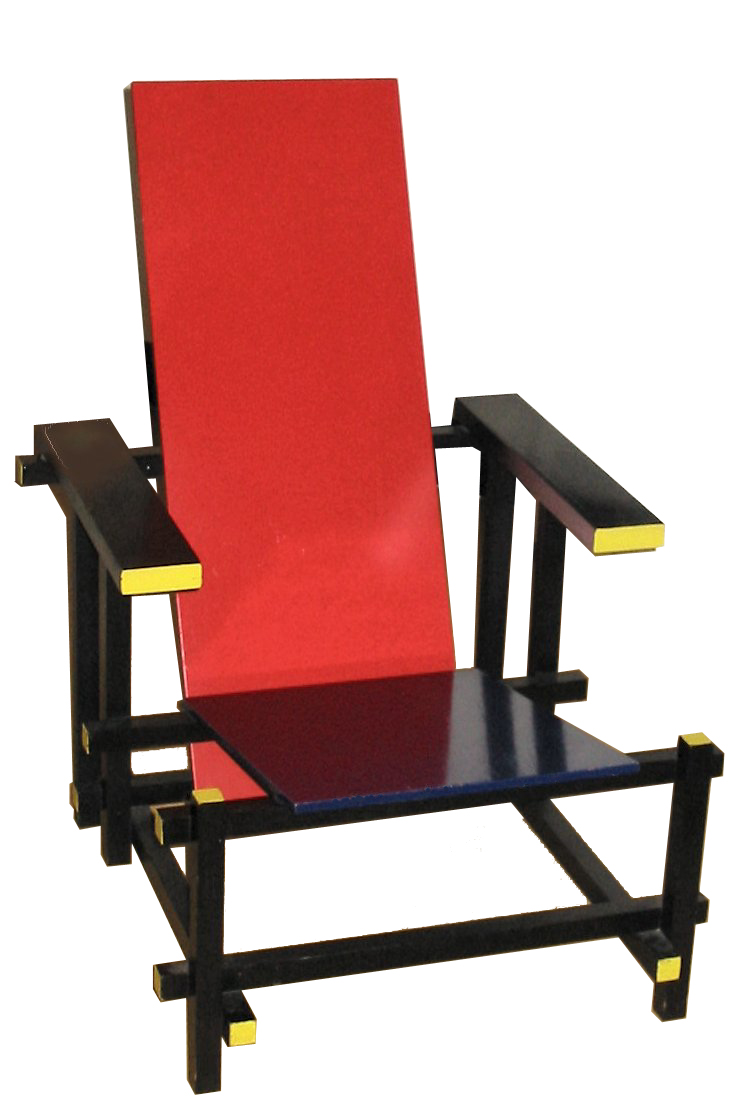
Silla roja y azul, de Gerrit Thomas Rietveld (1923).

Uno de los factores que propiciaron la rápida difusión del diseño modernista fue el gran aumento de los medios de comunicación durante el siglo XIX, junto a la celebración de eventos especiales como las exposiciones universales. Estos factores, unidos al incremento de un número cada vez mayor de público capaz de adquirir obras de arte y artesanía, propició un ambiente cada vez más dinámico e interrelacionado que comportó un aspecto de democratización del gusto, propiciando las corrientes de moda que tanta importancia tendrían en el siglo XX. Entre los ebanistas y decoradores modernistas destacaron Henry van de Velde, Georges de Feure, Émile Gallé —autor de muebles de estilo neo-rococó—, Eugène Vallin, Charles Rennie Mackintosh, Richard Riemerschmid, Carlo Bugatti, Gaspar Homar, Joan Busquets, etc.
Durante el siglo XX la ebanistería tuvo una rápida evolución, marcada por el uso de nuevos materiales y tecnologías más avanzadas, y con una clara apuesta por el diseño como base creadora. Uno de los estilos más innovadores ha sido el art déco (de arts décoratifs, «artes decorativas» en francés, por la Exposición de Artes Decorativas de 1925 en París), movimiento que supuso una gran revolución para el interiorismo, enmarcado en una producción de lujo destinada a la burguesía de la belle époque. Este estilo se caracterizó por un tipo de mobiliario de formas cuadradas y geométricas, con materiales ricos y suntuosos. En 1919 Louis Süe y André Mare crearon la Compagnie des Arts Français, caracterizada por un mobiliario de inspiración tradicional pero exuberante decoración, como su sala de música para la exposición Un Musée d'Art Contemporain de 1925. Otros exponentes fueron Jacques Émile Ruhlmann, Eileen Gray, Jean Dunand y Pierre Chareau. 
Otro gran adelanto se produjo con la escuela de la Bauhaus, que frente a la excesiva ornamentación del art déco introdujo un concepto de diseño más racional y funcional, más adaptado a las necesidades reales de la gente. Esta institución pretendía romper las barreras entre arte y artesanía, con una clara apuesta por la producción industrial. Su diseño se basaba en la simplicidad, la abstracción geométrica y el uso de colores primarios y de nuevas tecnologías, como se hizo patente en el mobiliario de acero tubular creado por Marcel Breuer, el sillón Barcelona de Ludwig Mies van der Rohe, los muebles de conglomerado de Alvar Aalto, etc. La asignatura de ebanistería la impartía el arquitecto Walter Gropius, que formó a una generación de diseñadores de gran creatividad. Igualmente, el grupo holandés De Stijl, de estética abstraccionista (el neoplasticismo), desarrolló un estilo interiorista basado en la simplicidad, las formas geométricas y los colores primarios, como la famosa silla roja y azul de Gerrit Thomas Rietveld (1923).